# Just Be Free
Just Be Free je neoficiální album Christiny Aguilery, které nahrála kolem roku 1995 a vydala 21. srpna 2001. Tato nahrávka putovala vydavatelskými společnostmi před vydáním oficiální debutu této americké zpěvačky.

## Seznam písní
1. Just Be Free - 3:43
2. By Your Side - 4:07
3. Move It (dance mix) - 3:55
4. Our Day Will Come - 4:05
5. Believe Me - 4:17
6. Make Me Happy - 3:54
7. Dream a Dream - 4:51
8. Move It - 3:44
9. The Way You Talk to Me - 3:37
10. Running out of Time - 4:05
11. Believe Me (dance mix) - 4:36
12. Just Be Free (španělská verze) - 3:41

## Umístění ve světě
| Hitparáda | Umístění |
| --------- | -------- |
| USA       | 71       |

| Prodejnost | Počet     |
| ---------- | --------- |
| Celkem     | 1,000,000 |